# Barão Hutter
Barão Hutter ist ein Schweizer Architekturbüro, das 2010 von Ivo Barão und Peter Hutter in St. Gallen gegründet wurde.

## Partner
Ivo Mendes Barão Teixeira (* 1986) studierte an der Faculdade de Arquitectura da Universidade do Porto und an der Accademia di Architettura di Mendrisio. Barão lehrte an der TU München bei Uta Graff, bei Christian Kerez an der ETH Zürich und an der Porto Academy. 2015 wurde er in den Bund Schweizer Architektinnen und Architekten (BSA) berufen.
Peter Hutter (* 1984) studierte an der ETH Zürich und an der Accademia di Architettura di Mendrisio. Er arbeitete bei Peter Zumthor und wurde 2015 in den BSA berufen. Hutter lehrte an der TU München bei Uta Graff.

## Bauten
- 2010–2015: Möblierungssystem für den ländlichen Raum, Buchs und Pfäfers[3]
- 2015–2017: Adega Baía da Arruda, Pico
- 2017–2020: Weiere Sauna im Frauenbad, St. Gallen
- 2012–2021: Konzert-, Tanz- und Theaterhaus Alte Reithalle Aarau, Aarau[4][5][6][7]
- 2018–2021: Filmtheater am Arkadenplatz, Davos

## Auszeichnungen und Preise
- SIA Masterpreis für Peter Hutter
- Pedro Branco Award für Ivo Barão
- 2014: Erstling – WBW und BSA für Möblierungssystem für den ländlichen Raum, Buchs und Pfäfers
- 2021: Hase in Bronze für Konzert-, Tanz- und Theaterhaus, Aarau[8]
- 2023: Nominierung – Swiss Architectural Award[9]

## Ausstellungen
- 2014: Young Swiss Public, London Metropolitan University mit Arbeiten von Raphael Zuber, Pascal Flammer, Angela Deuber, Barão Hutter, Lütjens Padmanabhan, Dreier Frenzel und Brockmann Stierlin
- 2013: THE YOUNG NEW. Centro Cultural de Belém Lissabon mit Arbeiten von Barão-Hutter, Diogo Aguiar, fala, Ponto Atelier und rar.studio